# Пурпурова людина
Пурпурова людина (англ. Purple Man) справжнє ім'я Зебедая Кілґрейв (англ. Zebediah Killgrave) — суперзлодій видавництва Marvel Comics. Спочатку був ворогом Шибайголови, дебютував у Daredevil #4 (жовтень, 1964). У мультсеріалі 1992 року був противником Людей Ікс.
У 2015 році, в телесеріалі «Джессіка Джонс» в рамках Кінематографічного всесвіту MarveI, який з'являється в якості основного антагоніста Джессіки Джонс і Люка Кейджа. Його тіло виробляє феромони, які дозволяють йому керувати розумом інших людей і маніпулювати їх діями. Він народився з неврологічним захворюванням і експериментував з ним у дитинстві, що призвело до того, що він отримав повітряно-крапельний вірус, який дав йому силу. Пізніше він змінив своє ім'я на Кілгрейв. Роль Кілґрейва виконав актор Девід Теннант.